# Антопільський парк
Анто́пільський парк — парк-пам'ятка садово-паркового мистецтва загальнодержавного значення, розташовується на території села Антопіль Томашпільського району Вінницької області. У XXI столітті площа парку становить 27 гектарів. Природоохоронна територія розташована на кордоні двох природних зон лісостепу та степу на відстані 8 кілометрів від залізничної станції Вапнярки.

## Історія
Антопільський парк був заснований у 1780-х роках на території, яка належала Антонію Яну Непомуцену Святополку-Четвертинському  — каштеляну брацлавському. Після 1850-х років маєток та парк перейшли у власність панів Ярошинських. Фінансист Кароль Ярошинський вважається останнім власником парку та будівель. У XIX столітті на парковій території були побудовані два цегляних флігеля. З 1917 року на території парку був створений будинок відпочинку, який потім став функціонувати як будинок для людей похилого віку. З 1986 року на території Антопільського парку працює заклад психоневрологічного інтернату. Антопільський парк був оголошений парком-пам'яткою садово-паркового мистецтва загальнодержавного значення постановою колегії Держкомітету Ради Міністрів УРСР по екології і раціональному природокористуванню від 30.08.90 року № 18. Положення про парк-пам'ятку було затверджено згідно з наказом Міністерства екології та природних ресурсів України від 19 жовтня 2012 року, № 518. Антопільський парк є складовою частиною комплексу Садиби XVIII століття села Антопіль.

## Опис
Парк розташований на території, яка належить до Ямпільсько-Крижопільського геоботанічного району. На території парку збереглись мармурові сходинки. Лавки раніше були прикрашені скульптурами сатирів, функціонувала створена система ставків. Палац був побудований на підвищені, а насадження були зроблені на частині території, що розміщувалась нижче. Система гребель утворювала ставки — на території парку, створеного в ландшафтному стилі, розташовані три ставки з греблями. Існує підземний хід, який пролягає в село Марківка, що розташоване поблизу. Після будівництва палацу та закладення парку, територія ділянки була оточена муром. У 21 столітті проведенні роботи з розчищення ділянок від самосіву, проводяться роботи щодо оновлення стану ставків. Збереглись різні будівлі, серед них — стайні, голубник, склад для льоду та сторожка, побудована на початку XX століття.

## Рослинність
Парк було закладено в англійському стилі на основі природного масиву з дубів та ясенів, що зростають на галявинах. Серед цих видів зростають ясени, яким вже виповнилось 400 років. Представлено 40 форм та видів деревних рослин, в тому числі каштани, клени, липи. Вік деяких дерев сягає 250 років. Зростають декоративні породи, які представлені сосною чорною, ялиною звичайною, сосною звичайною, явором, березою, горобиною, горіхом волоським, ясенем плакучим, горіхом чорним, кленом. Розміщуються соснові, ясеневі та дубові масиви. В парку зростав п'ятисотрічний дуб, який називався «дубом Пушкіна». За переказами, поет Олександр Пушкін відпочивав поряд з ним. Навколо паркової території розташовуються сади. Поодинокі представники дуба черешчатого мають діаметр стовбура 150 та 176 сантиметрів. 21,6 гектара території — озеленені. В процентному співвідношенні насадження дуба звичайного займають 41,7 %, під галявини та луки відведено 29,8 %, 19,9 % займає територія плодового саду, на 5,4 % території зростають інші види та алейні насадження, на 2,3 % території не переважає жоден вид і 0,9 % території відведено для дуба звичайного.